# Phaonia picealis
Phaonia picealis este o specie de muște din genul Phaonia, familia Muscidae, descrisă de Huckett în anul 1965.
Este endemică în Alaska. Conform Catalogue of Life specia Phaonia picealis nu are subspecii cunoscute.